# 黑石湖
黑石湖是一个位于中国西藏自治区改则县的湖泊，在黑石北湖之南，流入碱水湖。面积约为30平方千米。